# انحسار مياه الطوفان (لوحة)
انحسار مياه الطوفان (بالإنجليزية: The Subsiding of the Waters of the Deluge)‏ هي لوحة فنية للفنان توماس كول تصور آثار الطوفان العظيم.